# Spectacles

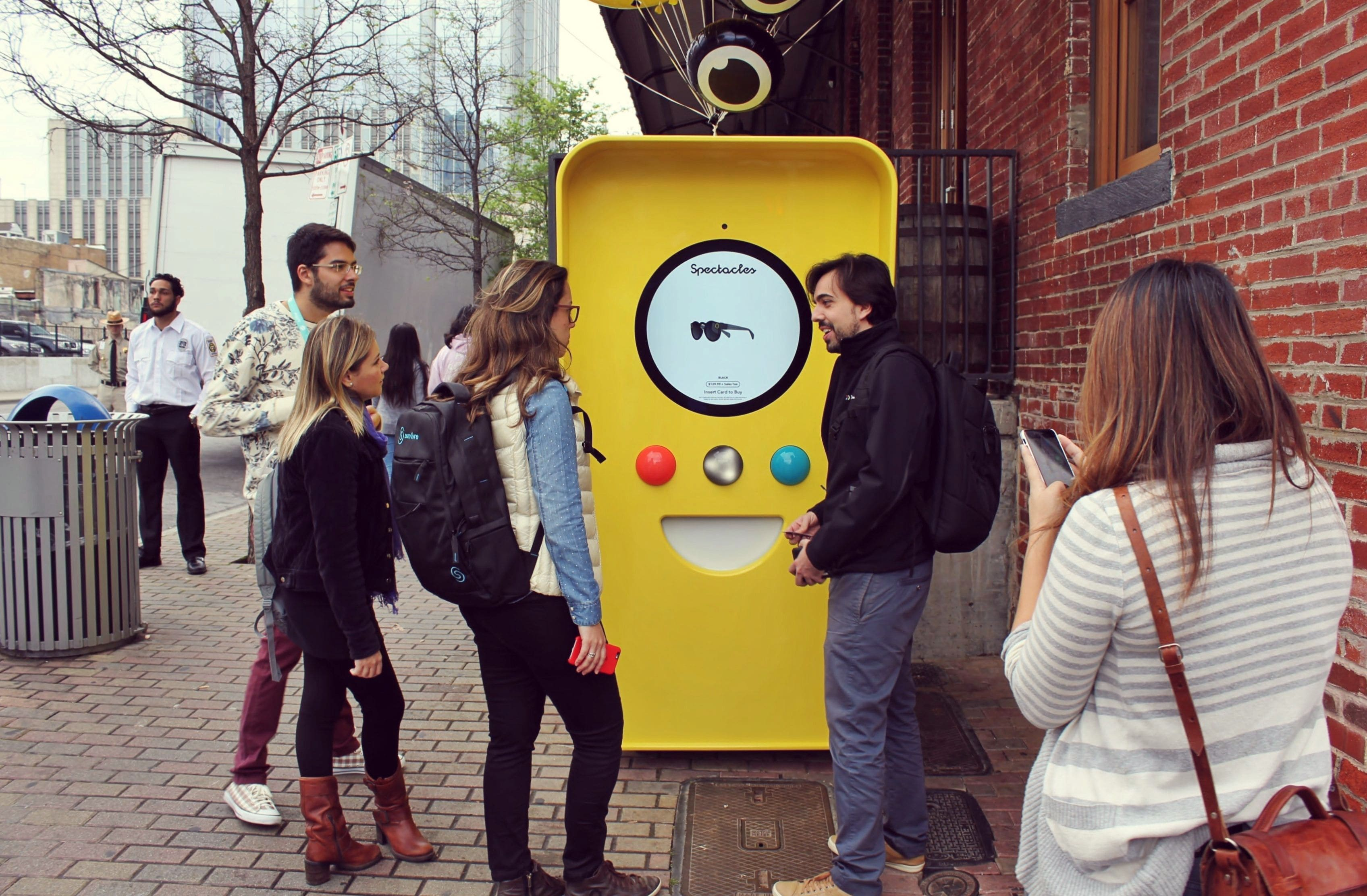
Las gafas se distribuyeron en máquinas expendedoras que aparecían en ubicaciones secretas solo durante un tiempo determinado.

Spectacles, son el primer producto hardware de la empresa Snap Inc.(Snapchat), los Spectacles son unas lentes de sol que incluyen cámara la cual permite tomar fotos o grabar cualquier tipo de recuerdo que se vea al instante; la montura de las gafas de sol es casi tradicional, a la que han añadido cámara y circuitería, pero todo está integrado en la propia gafa, la cual no es intercambiable.

## Características
Su novedad se centra en una cámara integrada, de la que hasta el momento se desconocen los detalles, que es capaz de grabar vídeos en tramos de 10 segundos, con un máximo de 30 segundos, para posteriormente compartirlos en la aplicación de Snapchat por medio de una conexión Bluetooth con nuestro teléfono inteligente.
- Disparan vídeo circular que capta desde paisajes hasta retratos, gracias a una cámara con una lente de 115 grados. Esto permite que puedas ver los vídeos en vertical o en horizontal y más parecido a la visión humana.[3]
- Puedes enviar las fotos o vídeos al móvil y editarlas al instante. Tienen conexión Bluetooth.
- Tienen luces LED que se iluminan cuando se va a efectuar la grabación.
- Funcionan con un botón lateral situado en la patilla y con un solo clic puedes incluir los vídeos en tus ‘Memories’.
- Los recuerdos se guardarán desde tu punto de vista.[4]

Hay planes futuros para ampliar sus características de reconocimiento de objetos y superposición de hologramas mediante actualizaciones de software.